# لوبوچینگ
لوبوچینگ (به لاتین: Lubocień) یک روستا در لهستان است که در گمینا شلیویتسه واقع شده‌است.
 لوبوچینگ  ۱۲۰ نفر جمعیت دارد.